# Armstrong Siddeley Sapphire (jetmotor)
Armstrong Siddeley Sapphire var en brittisk jetmotor konstruerad av Metrovick och tillverkad av Armstrong Siddeley. Sapphire var en uppförstorad version av Metrovick F.2 och användes i jaktflygplanet Gloster Javelin, i en del versioner av Hawker Hunter och bombflygplanet Handley Page Victor. Den har licenstillverkats i USA av Curtiss-Wright under namnet Wright J65 och där använts i Douglas A-4 Skyhawk, Grumman F-11 Tiger och Republic F-84F Thunderstreak.

## Utveckling
Metrovick F.2 användes i en av prototyperna till Gloster Meteor. Trots att den hade bättre prestanda än Power Jets W.2 var den mindre pålitlig och därför valdes W.2 och senare Rolls-Royce Derwent i stället. Metropolitan-Vickers (Metrovick) gav dock inte upp utan började 1944 att skissa på den förbättrade Beryl och den betydligt större Sapphire. År 1948 valde Metropolitan-Vickers att lämna branschen och sålde sin flygmotortillverkning till Armstrong Siddeley som redan hade en påbörjat tillverkningen av turbinmotorer med Armstrong Siddeley Python som användes i det hangarfartygsbaserade attackflygplanet Westland Wyvern. I december 1949 presenterade man en utvecklad version av Sapphire som visade sig vara fullt jämförbar med Rolls-Royce Avon. Många brittiska flygplanstillverkade valde därför att konstruera flygplan för både Sapphire- och Avon-motorer för att försäkra sig mot problem med endera motorn. Den version av Sapphire som utvecklades för Gloster Javelin och prototypen för English Electric Lightning var den första brittiska jetmotorn som kunde ge över 10 000 lbf (44 kN) dragkraft.

## Versioner
- MVSa.1 – Metropolitan-Vickers beteckning på en uppförstorad Metrovick F.2.
- ASSa.1 – Armstrong Siddeleys beteckning på MVSa.1. En prototyp byggd
- ASSa.2 – Andra prototypen. 32,8 kN dragkraft.
- ASSa.3 – Tredje prototypen. 33,4 kN dragkraft. Provkörd kontinuerligt i 150-timmar.
- ASSa.5 – Första produktionsserien.
- ASSa.5R – Version med efterbrännkammare utvecklad för English Electric Lightning.
- ASSa.6 – Förbättrad version utvecklad för Gloster Javelin, Hawker Hunter och Sud Aviation Vautour. 36,9 kN dragkraft.
- ASSa.7 – Ytterligare förbättrad version utvecklad för Gloster Javelin, Handley Page Victor och FFA P-16. 48,9 kN dragkraft.
- ASSa.7LR – ASSa.7 med efterbrännkammare utvecklad för Gloster Javelin.
- Wright J65 – Version tillverkad på licens av Curtiss-Wright. 32,2 kN dragkraft.

## Användning
| Armstrong Siddeley Sapphire | Wright J65 |
| --- | --- |
| - English Electric Lightning P.1a (prototyp) - FFA P-16 - Gloster Javelin - Hawker Hunter F.2 och F.5 - Handley Page Victor B.1 | - Douglas A-4 Skyhawk (A-4A, A-4B och A-4C) - Grumman F-11 Tiger - Martin B-57 Canberra - North American Fury (FJ-3 och FJ-4) - Republic F-84F Thunderstreak |